# Liao (rivier)
De Liao is een belangrijke stroom gelegen in de noordoostelijke provincie Liaoning van de Volksrepubliek China. De 1.345 km lange Liao vormt een van de zeven belangrijke stroomgebieden van het Chinese vasteland en mondt uit in de Liaodongbaai, de noordelijke baai van de Bohaizee, op zijn beurt een inham van de Gele Zee. Het stroomgebied heeft een oppervlakte van 232.000 km².
De rivier gaf zijn naam aan de provincie Liaoning die de rivier in twee delen verdeelt, en aan het schiereiland Liaodong, wat staat voor ten oosten van de Liao. De rivier gaf ook zijn naam aan de Liao-dynastie. Tijdens de periode van de Strijdende Staten scheidde de rivier de legereenheden van Liaoxi (ten westen van de Liao) en Liaodong.
De Liao ontstaat door de samenvloeiing van de Xiliao, die volledig in Binnen-Mongolië ligt en de Dongliao die door de provincie Jilin stroomt.
- Bibliotheek van het Japanse parlement: 00647894
- Nationale Bibliotheek van Israël: 987007565686905171
- Virtual International Authority File: 254780270